# Joseph Lenoble
Joseph Lenoble (Mannheim, 1753 - Brunoy, prop de París, 1829) fou un músic alemany.
Va rebre les primeres lliçons del seu pare, músic francès al servei de l'elector de Baviera, i completà la seva educació musical amb C. Cannabich, el qual era director de la capella del citat príncep. Molt jove cridà l'atenció dels aficionats per diverses de les seves composicions instrumentals, i el 1784 es traslladà a París, on donà conèixer els seu oratori Joad, que fou molt aplaudit.
Després va escriure, amb col·laboració amb Étienne Nicolas Méhul l'òpera Lausus et Lydie, no representada, sobre un poema de Voisenon, va compondre una altra òpera L'Amour et Psyché, la partitura manuscrita de la qual resta en la Biblioteca Nacional de París.